# Mickaël Silvestre
Mickaël Samy Silvestre (Chambray-lès-Tours, 9 augustus 1977) is een Frans voormalig betaald voetballer die bij voorkeur in de verdediging speelde. Tussen 1995 en 2015 kwam hij onder meer uit voor Stade Rennais, Internazionale, Manchester United, Arsenal en Werder Bremen. In februari 2001 debuteerde hij in het Frans voetbalelftal, waarvoor hij veertig interlands speelde.

## Carrière
Silvestre begon zijn loopbaan bij Stade Rennais in het seizoen 1995/1996. Zijn prestaties waren zo goed dat het Italiaanse Internazionale hem contracteerde in 1997. Daar speelde Silvestre 18 competitieduels en 6 Europese wedstrijden. Op 10 september 1999 vertrok de Fransman naar Manchester United voor € 5,7 miljoen.
Silvestre kan spelen als centrumverdediger en linksback. In het begin speelde hij weinig voor Manchester United (met toen nog onder andere Jaap Stam), maar gaandeweg ontwikkeld Silvestre zich tot basisspeler. In het seizoen 2007/2008 raakte hij ernstig geblesseerd aan zijn knie waardoor hij maar tot drie competitiewedstrijden kwam. Tijdens dit seizoen ondervond hij zware concurrentie van Patrice Evra. Het werd duidelijk dat Silvestre bij zijn United geen aanspraak meer zou maken op een basisplaats. Ondanks zijn leeftijd waren er verschillende clubs in de linksback geïnteresseerd waaronder Paris Saint-Germain, Girondins de Bordeaux, Manchester City FC en Sunderland FC. Na tien jaar voor The Mancunians te hebben gespeeld, werd op 20 augustus 2008 bekend dat hij de overstap naar Arsenal FC zou maken. Hij tekende vervolgens in augustus 2010 een tweejarig contract bij Werder Bremen, dat hem transfervrij inlijfde nadat zijn contract bij Arsenal FC afliep.

## International
Met het Franse nationale elftal speelde Silvestre mee op Euro 2004. Hij ontving kritiek voor het veroorzaken van penalty's in de groepsduels tegen Engeland en Kroatië. Uiteindelijk strandde zijn team in de kwartfinale tegen de latere kampioen Griekenland. Silvestre speelde ook het WK onder 20 in 1997. Op het Wereldkampioenschap Voetbal 2006 speelde hij één wedstrijd mee.

## Erelijst
Manchester United
- FA Cup

2004
- UEFA Champions League

2008
- Landskampioen Engeland

1999/2000, 2000/2001, 2002/2003,2007/2008
- FA Cup

2003/2004

## Clubstatistieken
| Seizoen | Club                 | Duels | Goals | Land                      | Competitie          |
| ------- | -------------------- | ----- | ----- | ------------------------- | ------------------- |
| 1995/96 | Stade Rennais        | 1     | 0     | Vlag van Frankrijk        | Ligue 1             |
| 1996/97 | Stade Rennais        | 16    | 0     | Vlag van Frankrijk        | Ligue 1             |
| 1997/98 | Stade Rennais        | 32    | 0     | Vlag van Frankrijk        | Ligue 1             |
| 1998/99 | Internazionale       | 18    | 1     | Vlag van Italië           | Serie A             |
| 1999/00 | Manchester United FC | 31    | 0     | Vlag van Engeland         | Premiership         |
| 2000/01 | Manchester United FC | 30    | 1     | Vlag van Engeland         | Premiership         |
| 2001/02 | Manchester United FC | 35    | 0     | Vlag van Engeland         | Premiership         |
| 2002/03 | Manchester United FC | 34    | 1     | Vlag van Engeland         | Premiership         |
| 2003/04 | Manchester United FC | 34    | 0     | Vlag van Engeland         | Premiership         |
| 2004/05 | Manchester United FC | 35    | 2     | Vlag van Engeland         | Premiership         |
| 2005/06 | Manchester United FC | 33    | 1     | Vlag van Engeland         | Premiership         |
| 2006/07 | Manchester United FC | 14    | 1     | Vlag van Engeland         | Premiership         |
| 2007/08 | Manchester United FC | 3     | 0     | Vlag van Engeland         | Premier League      |
| 2008/09 | Arsenal FC           | 12    | 1     | Vlag van Engeland         | Premier League      |
| 2009/10 | Arsenal FC           | 9     | 1     | Vlag van Engeland         | Premier League      |
| 2010/11 | Werder Bremen        | 26    | 1     | Vlag van Duitsland        | Bundesliga          |
| 2011/12 | Werder Bremen        | 1     | 0     | Vlag van Duitsland        | Bundesliga          |
| 2013    | Portland Timbers     | 8     | 0     | Vlag van Verenigde Staten | MLS                 |
| 2014    | Chennaiyin FC        | 14    | 1     | Vlag van India            | Indian Super League |